# Yi Sun-sin
Yi Sun-sin (이순신, 28 d'abril del 1545 - 16 de desembre del 1598) fou un almirall i general coreà que va aconseguir defensar la seva pàtria de les incursions japoneses del 1592 durant la dinastia Joseon de Corea. També se li atribueix la invenció del vaixell tortuga (거북선), però la veritat és que aquest tipus d'embarcació ja existia i ell només la va reformar.
Va morir en batalla el novembre de 1598, d'un sol tret. La cort reial coreana eventualment li va concedir honors, incloent el títol pòstum de Chungmugong (Senyor Marcial Leal), Seonmu Ildeung Gongsin (Subjecte de mèrit de primera classe), Deokpung Buwongun (Príncep Buwon de Deokpung), i l'oficina pòstuma de Yeonguijeong (Primer Ministre). Un altre títol pòstum que va rebre va ser el de Yumyeong Sugun Dodok (Almirall de la Flota de la dinastia Ming).
En l'actualitat, Yi és àmpliament reconegut com un heroi a Corea i molts han estudiat tant la seva figura com a seus diaris.